# آدیلوتار
آدیلوتار (به لاتین: Adilotar) یک منطقهٔ مسکونی در روسیه است که در داغستان واقع شده‌است.